# IC 3714
IC 3714 — галактика типу SBab () у сузір'ї Діва.
Цей об'єкт міститься в оригінальній редакції індексного каталогу.